# Салех Ал-Шехри
Салех Халед аш-Шехри, или Салех Хавиер  (на арабски: صالح خالد محمد الشهري)  (роден на 1 ноември 1993 г. (в Джида, Саудитска Арабия) е саудитски футболист атакуващ полузащитник , състезател на Ал-Хилал (Рияд) и Националния отбор на Саудитска Арабия. Участник на Мондиал 2022.

### Успехи
Отборни
„Ал-Хилал“
- Шампион (3): 2019/20, 2020/21, 2021/22
- Кралска купа (1): 2019/20
- Шампионска лига на Азия (2): 2019, 2021
- Суперкупа (1): 2021